# Коэффициент увлажнения
Коэффициент увлажнения — отношение годового количества осадков к годовой величине испаряемости для данного ландшафта, является показателем соотношения тепла и влаги.
Вычисляется по формуле
{\textstyle K_{y}={O \over I}}, где:
{\displaystyle K_{y}} — коэффициент увлажнения
{\displaystyle O} — среднегодовое количество осадков в мм
{\displaystyle I} — величина испаряемости (количество влаги, которое может испариться с водной поверхности при данной температуре) в мм
При {\displaystyle K_{y}>1} — увлажнение избыточное (тундра, лесотундра, тайга, экваториальные леса).
При {\displaystyle K_{y}\approx 1} — увлажнение достаточное (смешанные или широколиственные леса, иногда субтропические и тропические леса).
При {\displaystyle 0,3<K_{y}<1} — увлажнение недостаточное (если {\displaystyle K_{y}<0,6} — степь, {\displaystyle K_{y}>0,6} — лесостепь, саванна, полусухие субтропики).
При {\displaystyle K_{y}<0,3} —  скудное увлажнение (если {\displaystyle K_{y}<0,1} — пустыня, {\displaystyle K_{y}>0,1} — полупустыня).
Для оценки увлажнения на данном ландшафте также используется радиационный индекс сухости, который является величиной, обратной коэффициенту увлажнения. И вычисляется по формуле:
{\displaystyle K_{c}={I \over O}}
{\displaystyle K_{c}} — радиационный индекс сухости.